# Ixodorhynchidae
Ixodorhynchidae es una peque familia de ácaros perteneciente al orden Mesostigmata. Contiene ocho géneros con veinte especies reconocidas:

## Especies
- Genus Asiatolaelaps Fain, 1961
  - Asiatolaelaps evansi Fain, 1965
- Genus Chironobius H. A. P. M. Lombert & W. W. Moss, 1983
  - Chironobius alvus H. A. P. M. Lombert & W. W. Moss, 1983
  - Chironobius nordestinus Lizaso, 1983
- Genus Ixobioides Fonseca, 1934
  - Ixobioides brachispinosus (Lizaso, 1983)
  - Ixobioides butantanensis Fonseca, 1934
- Genus Ixodorhynchoides Johnston, 1962
  - Ixodorhynchoides truncatus Johnston, 1962
- Genus Ixodorhynchus Ewing, 1922
  - Ixodorhynchus liponyssoides Ewing, 1922
  - Ixodorhynchus piger (Berlese, 1917)
- Genus Ophiogongylus H. A. P. M. Lombert & W. W. Moss, 1983
  - Ophiogongylus breviscutum Lizaso, 1983
  - Ophiogongylus rotundus H. A. P. M. Lombert & W. W. Moss, 1983
- Genus Scutanolaelaps Lavoipierre, 1959
  - Scutanolaelaps ophidius Lavopierre, 1959
- Genus Strandtibbettsia Fain, 1961
  - Strandtibbettsia gordoni (Tibbetts, 1957)